# بنی نعیم
بنی نعیم (به لاتین: Bani Na'im) یک شهر در کرانه غربی رود اردن است که در استان الخلیل واقع شده‌است.

## خصوصیات
بنی نعیم ۲۰٬۰۸۴ نفر جمعیت دارد.